# Жозеф Фолиен
Жозѐф Кловѝс Луѝ Марѝ Еманюѐл Фолиѐн (на френски: Joseph Clovis Louis Marie Emmanuel Pholien) е белгийски политик от Християнската социална партия.
Роден е на 28 декември 1884 година в Лиеж. Участва в Първата световна война, достигайки офицерско звание, след което работи като адвокат. През 1938 – 1939 година е министър на правосъдието в правителството на Пол-Анри Спак. През 1950 – 1952 година оглавява еднопартиен кабинет на християндемократите.
Жозеф Фолиен умира на 4 януари 1968 година в Брюксел.